# Nokia 6620
El Nokia 6620 és un smartphone de la Serie 60 (DCT4, quarta generació) llançat en l'any 2004. Usa el sistema operatiu Symbian OS 7 sobre un maquinari basat en un joc de xips OMAP 1510, a una velocitat de 150 MHz, un processador ARM925T, d'altes prestacions, que en la seua època ho va convertir en un telèfon mòbil, molt apte per a tot tipus d'aplicacions multimèdia. Va ser un llançament posterior al model 6600, que Nokia va orientar al mercat nord-americà i canadenc, el qual disposava de funcions més avançades que el seu antecessor, a més d'estar orientat a les comunicacions empresarials alhora que a la diversió casolana.
Conté major memòria interna que qualsevol model anterior, arribant a 12 megaoctets de RAM, a més de tenir suport per a targetes d'expansió Targeta Secure Digital/MultiMedia Card.